# نادي أندورينها
نادي أندورينها هو نادي كرة قدم في البرتغال تأسس في 1925 يقع في فونشال.
أشهر من لعب معهم هو البرتغالي كريستيانو رونالدو، حيث لعب موسمين لـ نادي جزيرته الشهيرة ما بين عامي (1992-1995).